# Ischnomesus norvegicus
Ischnomesus norvegicus is een pissebed uit de familie Ischnomesidae. De wetenschappelijke naam van de soort is voor het eerst geldig gepubliceerd in 1984 door Svavarsson.